# Элизабеттаун (фильм)
«Элизабетта́ун» (англ. Elizabethtown) — американский художественный фильм в жанре романтической комедии режиссёра Кэмерона Кроу, вышедший в 2005 году.

## Сюжет
Главный герой фильма — молодой дизайнер Дрю Бейлор, жизнь которого до поры до времени катилась как по рельсам. В течение восьми лет он работал в амбициозной и преуспевающей компании, производящей спортивную обувь. Он был не просто на хорошем счету. Его отношения с шефом Филом были, как у отца с сыном. Были любимая девушка Элен, признание и уважение коллектива компании. Это продолжалось до тех пор, пока однажды Дрю не спроектировал ультрасовременные кроссовки Spasmotica, которые компания выпустила многомиллионным тиражом и собралась продавать по всему миру. На беду Дрю народ кроссовки не оценил и не стал покупать, что принесло компании многомиллионные убытки, почти миллиард долларов. Разумеется, это очень не понравилось шефу, который сразу охладел к Дрю и без лишних разговоров выгнал его из компании. Узнав о том, что Дрю остался без работы, любимая девушка тоже указывает ему на дверь.
Дрю теряет интерес к жизни, впадает в отчаяние и, изобретя хитроумное приспособление из велотренажёра и кухонного ножа, решает покончить с собой. Но звонок сестры, сообщившей о смерти их отца, заставляет Дрю отложить свои суицидальные планы и отправиться в Элизабеттаун (Кентукки) на похороны. Ему предстоит выполнить последнюю волю отца — похоронить его в любимом синем костюме. В полупустом салоне самолёта экс-дизайнером заинтересовывается молодая, симпатичная и начисто лишенная эгоизма стюардесса Клэр Колбурн. Они немного поболтали и девушка оставила свой телефон.
Дрю участвует в приготовлениях к прощанию с усопшим. Холли Бейлор, мама Дрю, в последний момент решает устроить кремацию, но жители города хорошо знавшие и помнившие отца Дрю, настаивают на классических похоронах в гробу. В один из вечеров Дрю созванивается с Клэр и они неожиданно проговорили несколько часов подряд, почувствовав друг в друге родственные души. Через некоторое время они встречаются и проводят ночь. Однако Дрю ещё в расстроенных чувствах и не может начать отношения. Клэр тоже ещё предстоит расстаться с парнем. В Элизабеттаун приезжают Холли и сестра Дрю Хизер. На похоронах находят компромисс: хоронят пустой гроб, а тело кремируют.
Перед расставанием Клэр сказала, что каждому американцу нужно хотя бы раз в жизни проехать через всю страну. Она подарила Дрю набор путешественника: самодельный гид и CD с кантри музыкой. Дрю отправляется в путь по рекомендованному ей маршруту, посещает многие памятные места и развеивает прах отца вдоль одной из дорог из окна автомобиля. В концовке Клэр оставляет несколько «хлебных крошек» — подсказок, как её найти на фермерском рынке одного из городков. В итоге влюблённые находят друг друга.

## В ролях
| Актёр           | Роль          |
| --------------- | ------------- |
| Орландо Блум    | Дрю Бэйлор    |
| Кирстен Данст   | Клэр Колбурн  |
| Сьюзан Сарандон | Холли Бэйлор  |
| Алекс Болдуин   | Фил Девосс    |
| Брюс Макгилл    | Билл Баньон   |
| Джуди Грир      | Хизер Бэйлор  |
| Джессика Бил    | Эллен Кишмор  |
| Пол Шнайдер     | Джесси Бэйлор |
| Нейт Муни       | Трент         |
| Паула Дин       | тётя Дора     |

## Интересные факты
- Бюджет — 45 млн долларов;
- Премьера в США — 14 октября 2005 года;
- С самого начала Кроу хотел взять на роль Дрю Орландо Блума, но у актёра был слишком напряжённый рабочий график. Поэтому на роль Дрю пробовались Шон Уильям Скотт, Колин Хэнкс, Эштон Кутчер, Крис Эванс и Джеймс Франко. Некоторые эпизоды с Кутчером уже даже были отсняты, но как только режиссёр узнал, что Орландо Блум освободился, он тут же заключил с ним контракт;
- Одна из сцен снималась в аэропорту имени Джона Уэйна. Впервые с момента трагических событий 11 сентября 2001 года кинематографистам разрешили поработать на территории аэропорта. На все про все съёмочной команде предоставили лишь одну ночь;
- Роль Холи Бэйлор изначально должна была исполнить Джейн Фонда, однако из-за сдвига начала съёмок вынуждена была отказаться[3];
- Режиссёр Кэмерон Кроу разработал образ Дрю Бэйлора специально под Орландо Блума. Тем не менее, Орландо заявил об отказе, так как в тот момент был занят в картине «Царство Небесное» (Kingdom of Heaven). В срочном порядке к съемкам был привлечен Эштон Кутчер, но в паре с Кирстен Данст он абсолютно не смотрелся. Кроу просмотрел на эту роль множество кандидатов, и уже готов был взять на роль Шона Уильяма Скотта, но все-таки пришёл к мысли о целесообразности сдвига сроков релиза картины. В итоге главная роль все-таки досталась Орландо Блуму;
- Кирстен Данст также была первоначальным выбором режиссёра. Но и у неё возникли серьёзные проблемы — у актрисы был подписан контракт на участие в съёмках «Таинственный лес» (The Village). Тем не менее, М. Найт Шьямалан предпочел другую актрису, и Кирстен все-таки смогла войти в состав съёмочной группы «Элизабеттауна»;
- Пока происходящее с Кирстен окончательно не прояснилась, на её роль пробовалась Джессика Бил, но в конечном итоге ей досталась роль Эллен[4];
- Одна из сцен с участием Орландо и Кирстен снималась на кладбище. Во время съёмок начался жуткий ливень. Кемерон принял решение не останавливать процесс, справедливо полагая, что природная стихия лишь усилит зрительское впечатление;
- Джуди Грир сыграла младшую сестру персонажа Орландо. В действительности, актриса на 2 года старше Блума;
- Начало съёмок было перенесено с января 2004 года на июль, потому что Блум не успевал закончить работу над «Царством небесным» (Kingdom of Heaven) Ридли Скотта;
- На похоронах мужа Холи Бэйлор (актриса Сьюзан Сарандон) танцует чечётку под мелодию «Moon River»[5].